# نفق اليابان كوريا البحري
نفق اليابان - كوريا البحري (أيضًا نفق كوريا - اليابان تحت البحر) هو مشروع نفق مُقترح لربط اليابان بكوريا الجنوبية عبر نفق تحت البحر يعبر مضيق كوريا باستخدام جزر إيكي وتسوشيما. تبلغ المسافة المستقيمة بين البلدين حوالي 128 كيلومتراً (80 ميلاً)، لكن المسافة الفعلية للنفق قد تتجاوز 200 كيلومتر (120 ميلاً)، مما يجعله أحد أطول الأنفاق البحرية في العالم.
التاريخ والتطورات
تمت متابعة الاقتراح، الذي كان قيد المناقشة بشكل متقطع منذ عام 1917، بدراسات تخطيطية أكثر تفصيلًا في أوائل الأربعينيات، لكن لم يتم تنفيذه بسبب اندلاع الحرب العالمية الثانية. لم يُطرح المشروع مجدداً حتى ما بعد الحرب، حيث أُعيد النظر فيه في سياقات اقتصادية وسياسية مختلفة.
وفي أوائل 2008، أُعيد طرح الاقتراح للمناقشة من قبل 10 من كبار المشرعين اليابانيين، الذين شكَّلوا لجنة جديدة لدراسة جدوى المشروع. وفي أوائل عام 2009، ناقشت مجموعة دراسة مشتركة من اليابان وكوريا الجنوبية المشروع، واتفقت على تشكيل لجنة لوضع خطط بناء محددة. وصرّح هوه مون دو، المدير السابق لوزارة التوحيد الوطني في كوريا الجنوبية وعضو رئيسي في حكومة تشون دو هوان السابقة، بأن النفق سيساهم في تعزيز الاقتصاد الإقليمي وسيلعب دورًا رئيسيًا في دفع محادثات التجارة الحرة الثنائية، التي كانت متوقفة آنذاك.
سيكون النفق المقترح بطول أكثر من 200 كيلومتر (120 ميل) وهو قادر على خدمة جزء من حركة الشحن، وكذلك سيخدم جزء من 20,000 شخص الذين يسافرون يوميا بين البلدين.  

## تاريخ الاقتراح

### البدايات مبكرة
نوقشت الفكرة في فترة مبكرة جدًا حول هذا النفق في عام 1917 من قبل ضابط الأركان العامة للجيش الإمبراطوري الياباني آنذاك كونياكي كويزو. تم طرح اقتراح مبكر آخر للمشروع في أواخر ثلاثينيات القرن العشرين كجزء من خط سكة حديد شرق آسيا الكبرى. وفي عام 1938، قيل إن وزارة الاتصالات الإمبراطورية اليابانية قررت إجراء مسح أولي لقاع البحر بين اليابان وكوريا. وخلال الحرب العالمية الثانية، تابعت الحكومة الإمبراطورية اليابانية بنشاط مشروع ربطها بشبه الجزيرة الكورية، وفي نهاية المطاف، مع بقية القارة الآسيوية.
في عام 1939، كتب يوموتو نوبورو المسؤول بالسكك الحديدية الياباني عن خط سكة حديد أوروبية-آسيوية تربط اليابان بشريكها في المحور، ألمانيا، واقترح يوموتو بناء نفق تحت البحر لربط اليابان مع كوريا عبر جزيرة تسوشيما. قيل إن وجود نفق تحت البحر ورابط مشترك من شأنه أن يساعد في حماية الاتصالات اليابانية والشحنات من وإلى أوروبا، والتي ستتعرض للخطر بسبب حرب المحيط الهادئ. 
وقوبلت كتابة نوبورو في العام نفسه بتوصية من السيد كويابارا، الذي سيساعد لاحقًا في إنشاء نفق سايكان البحري، وهو أطول نفق تحت البحر في العالم حاليًا. في عام 1939، أصدر كويابارا نفس التوصية الخاصة بالأنفاق عبر المضيق والاتصال بـ «سكة حديد Cross Asian». وقد أجرت الحكومة اليابانية قريبًا دراسات حول نفق كامبو (شيمونوسيكي بوسان) المحتمل بين الجزر اليابانية الرئيسية وكوريا الجنوبية. كانت الخطة قيد النظر الجدي بدءًا من عام 1941.
في سبتمبر 1940، أصدر مجلس الوزراء الياباني نظرة عامة حول "الخطوط العريضة للتخطيط المكاني الوطني" التي حددت أهدافها طويلة الأجل لتطوير غزواتها المُحتلة ومناطق نفوذها في آسيا، والتي أطلق عليها اسم "منطقة شرق آسيا الكبرى المشتركة الازدهار" ". كما عززت خططها مع اندلاع الأعمال القتالية مع الولايات المتحدة، عازمة على زيادة علاقاتها الجيوسياسية والعرقية مع البر الرئيسي لآسيا من خلال شبكة السكك الحديدية والبحرية الموسعة للغاية، مع التركيز بشكل خاص على الجسر البري لشبه الجزيرة الكورية لربطها مع مستعمراتها. ولتحقيق أهدافها، دعت خطط اليابان إلى "قفزة هائلة للأمام" في بنيتها التحتية للنقل والاتصالات، بما في ذلك قطارات شينكانسن، بحيث يمكنها دمج جميع اقتصاداتها الاستعمارية وضمان نقل مواد الحرب وغيرها من الإمدادات الضرورية من وإلى الجزر الرئيسية. تزامن ذلك مع تخطيط وتطوير نظام dangan ressha ("قطار الرصاصة ") من قبل كبير مهندسي السكك الحديدية اليابانيين، شيما ياسوجيرو، الذي تعاون بالعمل على الروابط بين طوكيو وكوريا والصين.
في عام 1941 تم إجراء المسوحات الجيولوجية في جزيرة تسوشيما وتم إغراق فتحات الاختبار إلى 600 متر (2,000 قدم) بالقرب من كيوشو. بحلول أغسطس 1942، وضعت شركة ساوث منشوريا للسكك الحديدية اليابانية خططًا للحصول على 8,000 كيلومتر (5,000 ميل) شبكة السكك الحديدية التي تمتد من مانشوكو إلى سنغافورة. على هذه الخلفية، اتخذت اليابان أول خطوة ملموسة لإقامة رابط ثابت من وإلى كوريا لربطها بشبكة السكك الحديدية الواسعة المخطط لها في آسيا، مع بناء العديد من الجسور وكذلك الانتهاء من 3.6 كيلومتر (2.2 ميل) نفق سكة كانمون تحت سطح البحر ليربط الجزر اليابانية كيوشو وهونشو.
وعلى الرغم من أن الأعمال الأولي على خطوط السكك الحديدية والجسور والأنفاق في جنوب اليابان قد بدأت، إلا أن العمل في المشروع قد توقف في غضون سنوات قليلة بسبب تدهور الاقتصاد والبنية التحتية لليابان بسبب الحرب العالمية الثانية. وبعد عام 1943، ومع النقص المتزايد في المواد والقوى العاملة وحتى النقل، ألغت اليابان خطة المكانية (rumordnung) للبنية التحتية للسكك الحديدية الآسيوية الشاسعة الجديدة، حيث حولت جُل اهتمامها للدفاع عن جزرها الأصلية من الغزو. وتم إيقاف تنظيم تخطيط الأراضي في عام 1943 ؛ ثم تم نقل موظفيها إلى وزارة الداخلية اليابانية.

### الأنشطة منذ الحرب العالمية الثانية
لقد تم طرح اقتراح إقامة رابط ثابت بين البلدين في المناقشات العامة عدة مرات منذ نهاية الحرب العالمية الثانية. وقد دعا قادة كلا البلدين إلى بناء النفق في عدد من المناسبات.
ابتداءً من الثمانينيات من القرن العشرين، انخرطت مجموعة بحثية يابانية في البحث المفصل واستكشاف الطرق المحتملة للنفق. في عام 1988، تعاقد الباحثون اليابانيون مع شركة كورية لاستكشاف البحر قبالة كوجي لتوثيق السمات الجيولوجية للمنطقة.
في سبتمبر عام 2000 ميلادي، قال رئيس كوريا الجنوبية كيم داي جونج (김대중) إنه ينبغي إجراء مراجعة للمشروع الذي يمكن أن يمكّن كل اليابان من الارتباط بأوروبا، ووصفه «كحلم للمستقبل». جاءت تصريحات كيم خلال اجتماع قمة مع رئيس الوزراء الياباني آنذاك يوشيرو موري (森 喜 朗). اقترح موري في الشهر التالي المضي قدمًا في المشروع في قمة سيول لاجتماع آسيا - أوروبا (ASEM)؛ ومع ذلك، فقد توقفت كوريا واليابان عن الالتزام بها كمشروع ثنائي رسمي.
بحلول أوائل عام 2002، كلفت وزارة البناء والنقل في كوريا الجنوبية ثلاثة معاهد بحث لدراسة جدوى المشروع. وفي عام 2002 أيضًا، قدر الخبراء اليابانيون أن النفق سيستغرق 15 عامًا ويكلف 77 مليار دولارًا أمريكيًا ليكتمل. في ذلك الوقت تقريبًا (منتصف 2002)، أعطى تخفيف التوتر في العلاقات بين كوريا الشمالية وكوريا الجنوبية قوة دفع لمشروع نفق اليابان وكوريا. كانت حكومتا كوريا الشمالية والجنوبية قد اتفقتا على خط للسكك الحديدية بين الكوريتين يمتد من سيول إلى بيونج يانج ثم إلى سينويجو، وهي مدينة حدودية في الشمال على نهر يالو، وكذلك طريق يمتد موازٍ لخط السكة الحديد. يمكن للقطارات من سينويجو عبور الحدود والوصول إلى السكك الحديدية عبر الصين (TCR)، ومن ثم سكة الحديد العابرة لسيبيريا (TSR) التي ستؤدي إلى جميع شبكات السكك الحديدية في أوروبا.
في سبتمبر عام 2002 ميلادي، زار وفد ياباني من خمسة أعضاء حاكم مقاطعة غيونغسانغ الجنوبية كيم هيوك كيو من حكومة المقاطعة الجنوبية الشرقية لكوريا لمناقشة اقتراح إنشاء نفق تحت البحر. ترأس المجموعة التشريعية من اليابان دايزو نوزاوا (Daizō Nozawa)، وزير العدل الياباني المستقبلي الذي كان آنذاك مشرعًا للحزب الديمقراطي الليبرالي (LDP) في مجلس المستشارين في اليابان. قام نوزاوا، الذي كان آنذاك شخصية مهمة في مشاريع الهندسة المدنية اليابانية، بجولة في منطقة جيوجي الكورية. صرح مسؤولون في الحكومة الإقليمية بأن هذه الزيارة تمثل نقطة انطلاق على النفق المزمع على الجانب الكوري الجنوبي. شهد الشهر نفسه تعليقات ألكساندر لوسيوكوف، نائب وزير الخارجية الروسي لشؤون آسيا والمحيط الهادئ، مما أثار نقاشًا حول مشروع النفق وقال إنه «شيء للمستقبل البعيد، ولكنه ممكن».
تم طُرح اقتراح النفق مرة أخرى في الفترة الأخيرة من قبل رئيس الوزراء الياباني الـ 91 ياسو فوكودا (福田康夫 [福田康夫]). في اجتماع آب / أغسطس 2009 للمؤسسة الدولية للطرق السريعة في اليابان ألقاه هوه مون دوه من كوريا الجنوبية، عُرض فيديو لنفق اختبار طوله نصف كيلومتر تم حفره من كاراتسو باتجاه كوريا. أجرت المؤسسة أيضًا أبحاثًا جيوفيزيائية في قاع البحر في منطقتي تسوشيما وجزر إيكي. مخاطبة الجماعة أبدى هوه اهتمامًا جادًا بالمشروع، وجعله أكثر جاذبية من النشاط الاقتصادي الذي سيولده لكلا البلدين في منتصف الركود الاقتصادي المتعمق لعام 2009. لكن هوه اعترض على أنه «.... لا تزال هناك مخاوف عميقة ومتواصلة بين المواطنين الكوريين بشأن علاقات أوثق مع اليابان»، في إشارة إلى قرون من الحرب التي يعود تاريخها إلى غزو اليابان لشبه الجزيرة الكورية في القرن السادس عشر، مما يعكس في الاذهان النفق بين بريطانيا وفرنسا وحروبهما السابقة. كما علق هوه على الاحتمال المتزايد للهيمنة الاقتصادية الصينية في المنطقة والتي يمكن أن يضعفها تعاون كوريا الجنوبية واليابان. وأكد هوه على أن «النفق الذي يربط الدولتين سيكون رمزًا لمثل هذا التعاون».
وفي أكتوبر 2009، زار رئيس الوزراء الياباني يوكيو هاتوياما (鳩 山 由 紀 夫) العاصمة الكورية الجنوبية سيول وأجرى مناقشات أدت إلى اقتراحين: كان أحدهما نفق تحت البحر بين اليابان وكوريا الجنوبية. وأعلن في ختام اجتماعاته أن مجموعة بحث من البلدين ستجتمع في يناير 2010 لإنشاء لجنة لبناء الأنفاق. متحدثاً في وقت سابق في الجمعية العامة للأمم المتحدة، أشار هاتوياما إلى أن التغييرات الأخيرة في اليابان ستساعد بلاده على أن تكون «جسرًا» للعالم. من أجل بناء وحدة الأمم، أراد هاتوياما إقامة مجتمع شرق آسيوي مماثل للاتحاد الأوروبي. من شأن نفق تحت البحر بين البلدين أن يساعد في تأسيس تلك الوحدة.

### أنصار بارزون
الرئيس الكوري الجنوبي السابق لي ميونغ باك (이명박 [이명박])، الذي تم تنصيبه كرئيس في فبراير 2008، أعرب عن استعداده للنظر في المشروع، على عكس سلفه المباشر روه مو هيون. ونقلت الصحيفة عن وزير الدفاع الياباني السابق وعضو البرلمان دايت سيشيرو إيتو بعد لقائه مع المشرعين المهتمين من مختلف الأطراف: «هذا مشروع ملهم للحلم» و «نود الترويج له كرمز لبناء السلام». صرح المشرعون اليابانيون أن النفق يمكن أن «...يسمح يومًا ما للركاب بالسفر بالسكك الحديدية من طوكيو إلى لندن».
ومن بين الرؤساء الكوريين الجنوبيين الآخرين الذين أيدوا علانية الارتباط الثابت روه تاي وو وكيم داي جونج. ناقش وزير المالية الياباني السابق ماساجورو شيوكاوا فوائد التحفيز الاقتصادي لبرامج البنية التحتية الكبيرة مثل نفق المانش، في ضوء الأزمة الاقتصادية الخطيرة التي عانت منها بلاده والمنطقة في عام 2009.
وزيرا العدل السابقان: دايزو نوزاوا، رئيس معهد أبحاث الأنفاق اليابانية - الكورية، وكيم كي تشون، العضو التنفيذي السابق في اتحاد البرلمانيين الكوريين اليابانيين، كانا من الداعمين الرئيسيين للمشروع، قائلين: «أي تحديات هندسية [ لبناء النفق] يمكن أن تقابل التكنولوجيا الحالية.» لكنهم حذروا من أن «الأمر الأكثر صعوبة هو الحاجز النفسي التاريخي بين البلدين. لا توجد طريقة أفضل للجمع بين الناس بدلاً من إشراكهم في مشروع يتطلب كل جهودهم.» 
وبالمثل، قام البروفيسور شين جانج تشول من جامعة سونجسيل في كوريا الجنوبية بالترويج للمشروع، قائلاً إن «النفق سوف يحفز الأعمال، ويخفف التوتر ويعزز الاستقرار السياسي في شرق آسيا. وسيكون له تأثير إيجابي على إعادة توحيد شبه الجزيرة الكورية». علق شين على الجوانب الإيجابية للمشروع من خلال الإشارة إلى أنه سيشجع إنشاء منطقة تجارة حرة مشتركة من خلال تحسين البنية التحتية العامة للنقل في المنطقة.
من المؤيدين أيضا سون ميونغ مون (문선명) وهو أحد المعروفين منذ زمن طويل بـتأييد فكرة النفق في كوريا الجنوبية، سون المؤسس والزعيم الكوري لـ كنيسة التوحيد في جميع أنحاء العالم. اقترح مون «طريق آسيوي عظيم» في وقت مبكر من نوفمبر 1981 في المؤتمر الدولي العاشر لوحدة العلوم وساعد في إنشاء العديد من اللجان ذات الصلة على مدى السنوات الثلاث المقبلة. ساعد مون في إنشاء الشركة الدولية لإنشاء الطرق السريعة (IHCC) في أبريل 1982 لبناء مشروع النفق وغيرها من البنى التحتية للنقل، بدافع من إمكانات المشروع لتعزيز الوئام الدولي والسلام العالمي.
كان مون مصدر إلهام للعالم الياباني الراحل إيزابورو نيشيبوري الذي كان يحظى باحترام كبير، والذي كان من المؤيدين الرئيسيين للزخم الحالي لمشروع النفق. أصبح متحمساً عند سماع اقتراح القس سون ميونغ مون لهذا النفق في عام 1981 في المؤتمر الدولي لوحدة العلوم في سول بكوريا الجنوبية. ساعد نيشيبوري فيما بعد في تنظيم معهد أبحاث الأنفاق اليابانية والكورية الذي أجرى أبحاثًا كبيرة وساعد في اختيار الطرق الثلاثة الجديدة المقترحة للنفق.
في أكتوبر 2010، أصدرت مجموعة من 26 باحثًا كوريًا ويابانيًا من لجنة الأبحاث المشتركة لعصر كوريا واليابان الجديد، بقيادة ها يونغ سون من جامعة سيول الوطنية وماساو أوكونوجي من جامعة كيو، نتائج دراستهم بعنوان: «مشروع دراسة مشتركة لعصر كوريا واليابان الجديد». وقدمت الدراسة البحثية مقترحات سياسية محددة لتحسين العلاقات الثنائية بين البلدين، ومن بين اقتراحات الدراسة دعوة لبناء نفق تحت البحر من أجل ربط البلدين ببعضهما.
بالإضافة إلى ذلك، في أغسطس 2014، أعلنت مُنظمات الأعمال التي تمثل أكبر الشركات في كوريا الجنوبية واليابان أن هناك «حاجة إلى زيادة الاهتمام العام بخطة النفق تحت سطح البحر سوف تربط كوريا الجنوبية باليابان بالسكك الحديدية»، بالإضافة إلى توقعات زيادة السياحة بين البلدين. صرح ممثلو اتحاد الصناعات الكورية والاتحاد الياباني للمنظمات الاقتصادية أن زيادة السياحة بين بلديهما يمكن أن «تساعد في التغلب على الخلافات السابقة وتساعد على زيادة الإنفاق المحلي في كلا البلدين»، في حين أن النفق المغمور تحت البحر يمكن أن يخلق 54 تريليون وون (54T 원 ، أو 53 مليار دولار أمريكي) من الفوائد الاقتصادية. ويمكن أن يوفر حوالي 45000 وظيفة، وفقا لمعهد بوسان للتنمية. في حين تم الإعلان عن ذلك في اجتماع عُقد في العاصمة الكورية الجنوبية، سيول، أعلن قسم الكيدانرين من الاتحاد الياباني للمنظمات الاقتصادية في طوكيو دعمهم للجهود المبذولة لزيادة «التبادلات المدنية وتعزيز العلاقات الجيدة» بين الثقافتين بسبب زيادة السياحة والتجارة.

### الطرق المقترحة
كان هناك مقترح مبكر لما بعد الحرب العالمية الثانية أطلق عليه «نظام أنفاق الصداقة بين كوريا واليابان»، وكان يحتوي على أنفاق تمتد بين كوريا واليابان، وتمتد من مدينة بوسان الكورية (مربوطة مع كوريل) إلى مدينة فوكوكا اليابانية في كيوشو (مربوطة مع سانيو شينكانسن)، عبر أربع جزر في المضيق.
منذ عام 1988 تقريبًا، تم اقتراح ثلاثة مسارات أحدث للمشروع من قبل جمعية معهد أبحاث الأنفاق اليابانية والكورية (التي أسستها كنيسة التوحيد الكورية)، مع الانتهاء من ثلاثة خطوط في أقصى شرق كاراتسو في ولاية ساغا في جزيرة يابانية كيوشو. توجد نقاط الإنهاء الغربية المقترحة في مدينة بوسان الساحلية الكورية (부산 광역시) لأحد الطرق، ومدينة جيوجي (거제시) للطريقين الآخرين، مع جميع الطرق الثلاثة عبر جزر مضيق تسوشيما وإيكي . تتراوح مسارات عبور نفق الجزيرة المدمجة بين الطرق الثلاثة من 209 إلى 231 كيلومتراً لعبور مضيق كوريا (كل من تسوشيما كايكيو الشرقي ومضيق بوسان الغربي). ستكون تلك المسافات أطول بكثير من نفق المانش وهو بطول 50.5 كيلومتر (31.4 ميل)  ويربط بريطانيا بفرنسا.
في أوائل عام 2009، ذكرت مجموعة الدراسة المشتركة أن الطريق سيبدأ بالتأكيد في كاراتسو في ولاية ساغا اليابانية ومن المحتمل أن يصل إلى جزيرة جيوجي على الشاطئ الكوري. إذا وصل النفق بين كاراتسو وجوجي، فسيبلغ طوله 209 كيلومتر (130 ميل) ، بمسافة تحت البحر من 145 كيلومتر (90 ميل) ، مما سيجعله أطول نفق في العالم.
يدعو أحد المقترحات الجديدة إلى إنشاء طريق مشترك وخط سكة حديد من كاراتسو في جزيرة كيوشو وتنتهي في بوسان، ثاني أكبر مدينة في كوريا الجنوبية. من بين طرق الأنفاق الثلاثة قيد النظر، كان التصميم المفضل عبارة عن جسر مشترك من كاراتسو إلى جزيرة إيكي، يليه 60   كم نفق إلى الجزء المركزي من جزيرة تسوشيما، ثم نفق بطول 68 كم غربًا إلى بوسان بتكلفة تقدر بحوالي 10 إلى 15   تريليون ين (من 111 مليار دولار إلى 157 دولار   مليار دولار).
خيارات أخرى تقترح أن الجزء الأخير من النفق الذي تم بناؤه من تسوشيما إلى جزيرة جيوجيدو قبالة الساحل الكوري، ومن ثم إلى ماسان في شبه الجزيرة، مع تصميم نفقين قيد الدراسة. سيكون احدها مماثل لنفق القناة، الذي يستخدم نفقًا للخدمة والطوارئ بين نفقي القطار. التصميم الآخر سيحتوي على نفق واحد بقطر كبير لكل من حركة المرور على الطرق والقطارات. تعرضت أنفاق الطرق السريعة الطويلة في الماضي لانتقادات لقضايا السلامة الكامنة التي تشمل حوادث السيارات الخطيرة، كما حدث في الأنفاق الأوروبية.

## الفوائد المحتملة والتكاليف والمشاكل المحتملة
في منتصف الثمانينيات، قدرت التكلفة التقريبية للنفق بنحو 70 مليار دولار أمريكي،  وقدر معهد أبحاث الأنفاق الياباني الكوري التكلفة بين حوالي 10 و 15   تريليون (ين ياباني). سيوفر مشروع النفق المقترح فوائض تبلغ حوالي 30 في المائة في تكاليف نقل البضائع بين البلدين.
سوف يفيد النفق المسافرين، مع أوقات السفر حوالي 5 ساعات بين سيول - أوساكا (1040   كم) و 7 ساعات سيول - طوكيو (1550   كم). من شأن ذلك أن يتيح لكوريا الجنوبية فرصة لإعادة تعريف وتوسيع صناعة السياحة لتشمل مدن ووجهات أخرى إلى جانب سيول، حيث سيكون النفق بمثابة بوابة للسياح للسفر بسهولة من وإلى شبه الجزيرة. وسيساعد النفق في إنشاء خطة الطريق السريع BESETO (بكين - سيول - طوكيو) التي ستربط ست مدن كبرى (شنغهاي وتيانجين وبكين وسيول وأوساكا وطوكيو)، ويبلغ عدد سكان كل منها أكثر من 10 ملايين شخص.
وبحلول عام 2002، أفادت دراسة يابانية أولية أن تكاليف الشحن المنقولة عبر النفق ستكون ربع تلك التي تستخدم النقل البحري التقليدي، وأن الشحنات من اليابان إلى أوروبا، عبر الجسر البري الأوروبي الآسيوي، ستصل أسرع بـ 20 يوما من الشحنات المنقولة بحرا.
وقد ناقش آخرون مشروع النفق. ذكرت وسيلة الإعلام الإخبارية الكورية Chosunilbo في عام 2007 أن تكلفة الإنشاء هي ما بين 60 إلى 100.   تريليون (وون كوري) ويستغرق الزمن اللازم للإنتهاء من المشروع من 15 إلى 20 سنة. وهذا أكثر من خمسة أضعاف التكلفة وثلاثة أضعاف وقت الإنشاء للنفق بين بريطانيا وفرنسا. ويقول معارضو المشروع إن كوريا لن تكسب الكثير من هذا النفق، الأمر الذي سيساعد اليابان بشكل أساسي على توسيع نفوذها الاقتصادي والسياسي إلى القارة الآسيوية.
وفقا للأستاذ بارك جين هي من جامعة كوريا البحرية، في الفترة السابقة لعام 2007 كلف 665 دولار لشحن حاوية طولها 6 متر (20 قدم) من أوساكا إلى بوسان. ولكن مع وجود نفق تحت البحر، سينخفض السعر المقدر إلى 472 دولارًا، وهو ما يمثل توفيرًا بنسبة 30٪ تقريبًا. سيتم تحقيق المزيد من الفوائد الاقتصادية إذا سمحت كوريا الشمالية للقطارات بالعبور عبرها إلى الصين، حيث يمكن للقطارات بعد ذلك الوصول إلى السكك الحديدية الصينية ثم إلى سكة الحديد في سيبيريا ثم إلى أوروبا. هناك اقتراح إضافي طُرح في عام 2009 بناء نفق ثانٍ من بيونجتايك في الطرف الشمالي لكوريا الجنوبية، ويمتد غربًا إلى ويهاي بمقاطعة شاندونغ الصينية، متجاهلاً كوريا الشمالية تمامًا، التي تعتبر حكومتها متقلبة ومزاجية. وهذا النفق «المقترح» يمتد تحت البحر الأصفر مسافة 370 كيلومتر (230 ميل).
ومع ذلك، ظهرت آراء سلبية لربحية النفق في نفس العام. صرح أستاذ الدراسات اليابانية شين جانج تشورل، من جامعة سونجسيل في سيول، بأن المقترحات السياسية للدول «... لا شيء سوى خطاب دبلوماسي [فارغ]». تتمثل القضايا الرئيسية للنفق في تكاليف البناء الهائلة المقترنة بربحية منخفضة مُحتملة، على غرار الوضع المالي في نفق المانش منذ افتتاحه في عام 1994.
في أوائل عام 2009، حددت مجموعة الدراسة المشتركة الجديدة أن تكاليف البناء وحدها ستكون 10 تريليون ين ياباني من التقديرات اليابانية وحوالي 200 وون كوري تريليون حسب تقدير كوري. أظهر تقرير ياباني أن النفق لن يكون مجديًا اقتصاديًا، وهو ما يشبه دراسة أخرى أجراها الكوريون.
ومع ذلك، أشارت المجموعة إلى أن النفق مجدي اقتصاديًا إذا تضمن صناع القرار آثار خلق فرص العمل وقدرة المشروع على إحياء صناعة البناء والتشييد. كوريا سترى 13 تريليون وون بالإضافة إلى ذلك، هناك تريليون إضافة إلى صناعة البناء والتشييد، وستكون الزيادة في اليابان 18  تريليون وون. مع التأثيرات الصناعية، توقعت المجموعة أن ترى كوريا فوائد اقتصادية بقيمة 54 تريليون وون و 88 تريليون ين لليابان.
في عام 2011، أفادت دراسة جديدة صادرة عن وزارة الأراضي والنقل والشؤون البحرية في كوريا الجنوبية، تشير إلى الدراسات التي أجراها المعهد الكوري للنقل الحكومي (KOTI)، أن مشروع النفق المقترح، بالإضافة إلى مشروع نفق آخر مقترح من الشمال الغربي من كوريا إلى جنوب الصين المجاورة (والذي سيتجاهل كوريا الشمالية) كان غير مجدي اقتصاديًا. أشارت دراسات KOTI إلى تكاليف البناء المجمعة المقدرة لكلا المشروعين بحوالي 100 تريليون وون (تقريبا 90 مليار دولار)، من شأنها أن تنتج نتيجة منخفضة التكلفة للغاية.
وفي عام 2014، قدّر معهد تطوير بوسان الكوري الجنوبي أن النفق تحت سطح البحر يمكن أن يحقق 54 تريليون وون (54 تريليون ين، أو 53 مليار دولار أمريكي) في شكل فوائد اقتصادية وقد يوفر حوالي 45,000 وظيفة.

## مقارنة مع قناة الأنجلو الفرنسية
في مقال افتتاحي في أبريل 2009، علق وزيرا العدل السابقان دايزي نوزاوا من اليابان وكيم كي تشون من كوريا الجنوبية على بعض أوجه التشابه في النفق الياباني الكوري المقترح مع أطول نفق تحت البحر حاليًا في العالم. يمتد نفق المانش على طول 50.45 كم ليربط المملكة المتحدة وفرنسا، وافتتح في مايو 1994: في 37.9   كم، يحتوي النفق على أطول جزء تحت البحر من أي نفق في العالم. ويواجه نفق اليابان وكوريا مشاكل فنية، وكذلك عدم ثقة خصمين سابقين كانت بينهما قرون من الصراع. ومع ذلك، تمكنت المملكة المتحدة وفرنسا من التغاضي عن الفجوة التاريخية وربطهما، مما مهد الطريق لتغيير كبير في علاقتهما.
أدت إضافة الرابط الثابت إلى أوروبا، الذي كان يعتقد يومًا ما أنه «مستحيل البناء وغير عملي من الناحية المالية»، إلى العديد من التغييرات الإيجابية لكل من المملكة المتحدة وأوروبا القارية. وكان من أهمها فقدان حاجز نفسي رئيسي (يشبه «عقلية الجزيرة»)، وهو الذي أعاق في السابق العديد من البريطانيين والأوروبيين الآخرين عن السفر إلى دول بعضهم البعض، وفقًا لكيم ونوزاوا.
نشأت صناعة جديدة حقيقية لاحقًا لخدمة البريطانيين الراغبين في شراء العقارات في الدول الأوروبية. بعد مرور 15 عامًا على افتتاح النفق، قُدر أن 300,000 مواطن فرنسي كانوا يعيشون في لندن ، وساعد ذلك جزئيًا أن يوروستار ذات كانت معقولة والخدمة هي محصنة تمامًا تقريبًا من سوء الأحوال الجوية والبحار الكثيفة. يُنظر إلى نفق المانش باعتباره أحد الأصول المهمة للبنية التحتية للاتحاد الأوروبي بأكملها ، مما يجعل بروكسل أقل من ساعتين من وسط لندن ، حيث يستغرق الوصول إلى وسط باريس 15 دقيقة فقط. لقد «سهلت إلى حد كبير تكامل المنطقة». وخلصت لجنة التعاون اليابانية والكورية ، المؤلفة من منظمات الأعمال والأكاديميين ، بالمثل في أغسطس 2009 إلى أن «النفق الموجود تحت سطح البحر قد يساهم في عملية التكامل في شمال شرق آسيا».
ويسمح هذا الرابط الثابت لمئات الآلاف من المواطنين بالتحرك والعمل بحرية أكبر في بلدان بعضهم البعض ، ويسمح بنمو اقتصادي أكبر. في المقابل ، تعاني منطقة شمال شرق آسيا ، والتي تعد أيضًا واحدة من أسرع الاقتصاديات نمواً في العالم ، من درجة أقل من التماسك السياسي الداخلي ، ويعزى ذلك جزئيًا إلى ضعف روابط النقل داخل المنطقة. وقد لوحظت هذه الملاحظة بالمثل بعد اجتماع استمر يومين في أواخر عام 2008 من قبل لجنة التعاون بين اليابان وكوريا الجنوبية من قادة الأعمال والأكاديميين الذين أفادوا أن «النفق تحت البحر قد يساهم في عملية التكامل في شمال شرق آسيا»،  مما يساعد على إنشاء المجال الاقتصادي الآسيوي بين مئات الملايين من الناس.
من الناحية السياسية والاقتصادية ، يمكن النظر إلى كلا النفقين كرمز للتكامل الإقليمي ، حيث قال الرئيس الفرنسي السابق فرانسوا ميتران ذات مرة: «إن قناة المانش ... ليست سوى ثورة. . . .» 
زعم نوزاوا وكيم أيضًا أن نفق المانش كان فعالًا في إعادة توجيه نظرة الشعوب والثقافات المختلفة لبعضها البعض ، وهو أمر يأملون في أن ينجح النفق البحري المستقبلي بين اليابان وكوريا للوصول إليه لإنهاء قرون من الصراع وانعدام الثقة بين بلديهما. كما هو الحال مع نفق المانش ، سيتم اعتبار نفق اليابان وكوريا كرمز سياسي رئيسي ودليل على التعاون داخل المنطقة الآسيوية.
لكي يستمر مشروع النفق البحري بين اليابان وكوريا ، يجب بعد عقود من المحادثات غير الرسمية والأبحاث الخاصة ، الانتقال إلى المناقشات والاتفاقيات الثنائية الرسمية.

## الصعوبات المرتبطة

### اجتماعياً
لدى الجمهور الياباني والكوري الجنوبي تحفظات تجاه الروابط مع بعضهم البعض. بعض الكوريين الجنوبيين لديهم ذكريات قوية عن الاحتلال الياباني لكوريا من 1910 إلى 1945. جادل أستاذ التخطيط الحضري ، هور جاي وان من جامعة تشونج أنج في سيول ، أنه من أجل أن يصبح النفق قابلاً للتطبيق من الناحية السياسية ، سيكون من الضروري أن يحصل المشروع على دعم كبير من مواطني البلدين ، قائلاً:
في منتصف العقد الأول من القرن الحادي والعشرين ، أدت النزاعات الدائرة حول التاريخ والأراضي والسياسات التي تستهدف كوريا الشمالية إلى جعل العلاقات بين البلدين متوترة ، وعمقت عدم الثقة في بعضها البعض. نصح البروفيسور شين جانج تشورل من جامعة سونجسيل في سيول أنه من الضروري أن يتم التوصل إلى توافق في الآراء من جانب كل من الرعايا اليابانيين والكوريين الجنوبيين حول القضايا ذات الصلة التي تسبب انقسامهم.

### سياسياً
تميل اليابان وكوريا الجنوبية إلى تفضيل مشاريع البنية التحتية الكبيرة ، لذلك قد يبدو هذا المشروع واضحًا من الناحية السياسية ، لكن هذا المشروع كان هدفًا لجماعات سياسية يمينية متطرفة في كلا البلدين. نصح العديد من الكوريين الجنوبيين بالحذر في المضي في المشروع بسبب مخاوف أن الشركات في الاقتصاد الياباني الأكبر بكثير من الكوري قد تصبح أكثر هيمنة في كوريا الجنوبية بسبب انخفاض النفقات اللوجستية التي يوفرها النفق ؛ وقد تؤدي هذه القوة الاقتصادية المتزايدة إلى توسيع القوة السياسية لليابان في المنطقة. وبالمثل ، تشعر العديد من الشركات اليابانية بالقلق من أن ذلك قد يوسع الهيمنة المتزايدة للشركات الكورية في قطاعات مثل الإلكترونيات الاستهلاكية. وقد تؤدي هيمنة الصين المتزايدة في المنطقة ، في نهاية المطاف ، إلى تقليل هذه المخاوف إلى الحد الأدنى مما سيجعل المشروع قابلاً للتطبيق من الناحية السياسية ، ولكن هذا ليس هو الحال بعد.
في أوائل العقد الأول من القرن العشرين توترت علاقة اليابان مع كوريا الجنوبية عندما زار رئيس الوزراء الياباني جونيشيرو كويزومي ضريح ياسوكوني عدة مرات ، وهو عمل اعتبر مسيئًا للكثير من الكوريين. قد يكون هناك خلاف آخر وهو النزاع الإقليمي حول جزر ليانكورت روكس (دوكدو / تاكيشيما) في الشمال الشرقي من المضيق ، والتي لطالما طالب بها كلا الطرفين ولكنها تحت سيطرة كوريا الجنوبية منذ عام 1952. احتل أفراد خفر السواحل الكوريين الجزر أولاً في عام 1953، وتم بناء المزيد من المنشآت الدائمة التي بنتها كوريا الجنوبية خلال السنوات التالية لإستيلائها على الجزر. 
وبغض النظر عن سياسات القوة القائمة بين طوكيو وسيول وبيونغ يانغ وبكين ، تشمل قضايا السياسة الأخرى التي يمكن أن تعوق إنشاء النفق بين اليابان وكوريا الجنوبية الحواجز التنظيمية مثل لوائح النقل بالسكك الحديدية المختلفة ، والضوابط الحدودية ، والسياسات التجارية.

## أنظر أيضًا
- العلاقات بين اليابان وكوريا
- نفق جيجو البحري
- KTX
- نفق سخالين-هوكايدو، هو مشروع نفق بحري مقترح روسي-ياباني ومنافس محتمل لمشروع نفق اليابان وكوريا
- السكك الحديدية عبر آسيا
- عبر الطريق السريع العالمي / نفق اليابان وكوريا
- نقل الشحنات
- آلة حفر الأنفاق

## روابط خارجية
- معهد أبحاث الأنفاق اليابانية الكورية (اليابانية)
- اقتراح عبر الطريق الأصلي العالمي
- الطريق الدولي السريع ومشروع نفق اليابان وكوريا البحري - تاريخ المشروع الدولي للطرق السريعة ، الموقع الإلكتروني لشركة الطرق السريعة الدولية (IHCC)،